# Damehåndboldligaen
Damehåndboldligaen, officiellt kallad Bambusa Kvindeligaen på grund av ett sponsoravtal, är den högsta divisionen i handboll i Danmark för klubblag på damsidan.
Laget som vinner Danska mästerskapet, som är ett slutspel efter Damehåndboldligaen, kan titulera sig danska mästare.

## Lag i Damehåndboldigaen 2021/2022
- Aarhus United
- Ajax København
- Herning-Ikast Håndbold
- HH Elite
- Holstebro Håndbold
- København Håndbold
- Nykøbing Falster Håndboldklub
- Odense Håndbold
- Randers HK
- Ringkøbing Håndbold
- Silkeborg-Voel KFUM
- Skanderborg Håndbold
- Team Esbjerg
- Viborg HK

## Danska mästare
- 1936: K.I. (1)
- 1937: K.K.G. (1)
- 1938: K.I. (2)
- 1939: R.H. 33
- 1940: K.K.G. (2)
- 1941: K.K.G. (3)
- 1942: AGF
- 1943: K.I. (3)
- 1944: K.I. (4)
- 1945: Ingen mästare
- 1946: K.K.G. (4)
- 1947: K.I. (5)
- 1948: K.I. (6)
- 1949: AGF (2)
- 1950: K.I. (7)
- 1951: H.G.
- 1952: V.R.I.
- 1953: H.G. (2)
- 1954: K.I. (8)
- 1955: USG
- 1956: FIF
- 1957: H.G. (3)
- 1958: H.G. (4)
- 1959: FIF (2)
- 1960: H.G. (5)
- 1961: Svendborg HK
- 1962: FIF (3)
- 1963: Helsingør IF
- 1964: H.G. (6)
- 1965: H.G. (7)
- 1966: FIF (4)
- 1967: FIF (5)
- 1968: H.G. (8)
- 1969: H.G. (9)
- 1970: H.G. (10)
- 1971: FIF (6)
- 1972: FIF (7)
- 1973: FIF (8)
- 1974: FIF (9)
- 1975: H.G. (11)
- 1976: FIF (10)
- 1977: H.G. (12)
- 1978: FIF (11)
- 1979: Svendborg HK (2)
- 1980: FIF (12)
- 1981: FIF (13)
- 1982: AIA Tranbjerg
- 1983: Helsingør IF (2)
- 1984: Helsingør IF (3)
- 1985: FIF (14)
- 1986: IF Stjernen
- 1987: Rødovre HK
- 1988: Lyngså BK
- 1989: FIF (15)
- 1990: GOG
- 1991: GOG (2)
- 1992: GOG (3)
- 1993: GOG (4)
- 1994: Viborg HK
- 1995: Viborg HK (2)
- 1996: Viborg HK (3)
- 1997: Viborg HK (4)
- 1998: Ikast FS
- 1999: Viborg HK (5)
- 2000: Viborg HK (6)
- 2001: Viborg HK (7)
- 2002: Viborg HK (8)
- 2003: Slagelse FH
- 2004: Viborg HK (9)
- 2005: Slagelse DT (2)
- 2006: Viborg HK (10)
- 2007: Slagelse DT (3)
- 2008: Viborg HK (11)
- 2009: Viborg HK (12)
- 2010: Viborg HK (13)
- 2011: FC Midtjylland (2)
- 2012: Randers HK
- 2013: FC Midtjylland (3)
- 2014: Viborg HK (14)
- 2015: FC Midtjylland (4)
- 2016: Team Esbjerg
- 2017: Nykøbing Falster HK
- 2018: København Håndbold
- 2019: Team Esbjerg (2)
- 2020: Team Esbjerg (3) Ligan avbröts innan den färdigspelats på grund av Coronakrisen.
- 2021: Odense Håndbold (1)
- 2022: Odense Håndbold (2)
- 2023: Team Esbjerg (4)
- 2024: Team Esbjerg (5)

## Skytteligavinnare
Den spelare som gjort flest mål i grundserien (ej slutspelet inräknat):
- 2000/2001:  Mette Vestergaard Larsen, FIF Håndbold (133)
- 2001/2002:  Camilla Andersen, Slagelse FH (181)
- 2002/2003:  Camilla Andersen, Slagelse FH (215)
- 2003/2004:  Bojana Petrović, Slagelse FH (175)
- 2004/2005:  Bojana Popović, Slagelse FH (174)
- 2005/2006:  Tanja Milanović, Ikast-Bording Elite Håndbold (172)
- 2006/2007:  Mette Sjøberg, FC Köpenhamn (167)
- 2007/2008:  Nadine Krause, FC Köpenhamn (153)
- 2008/2009:  Grit Jurack, Viborg HK (125)
- 2009/2010:  Kristina Kristiansen, Team Tvis Holstebro
- 2010/2011:  Mette Gravholt, Team Tvis Holstebro (141)
- 2011/2012:  Mette Gravholt, Team Tvis Holstebro (204)
- 2012/2013:  Estavana Polman, SønderjyskE Håndbold (138)
- 2013/2014:  Estavana Polman, Team Esbjerg (153)
- 2014/2015:  Jette Hansen, Silkeborg-Voel KFUM (157)[1]
- 2015/2016:  Kristina Kristiansen, Nykøbing Falster HK (167)[2]
- 2016/2017:  Trine Troelsen, Silkeborg-Voel KFUM (180)[3]
- 2017/2018:  Sofie Bæk Andersen, Silkeborg-Voel KFUM (131)[4]
- 2018/2019:  Laura Damgaard, EH Aalborg (158)[5]
- 2019/2020:  Mia Rej, København Håndbold (170)[6]
- 2020/2021:  Kristina Jørgensen, Viborg HK (180)[7]
- 2021/2022:  Mathilde Neesgaard, Aarhus United (179)[8]
- 2022/2023:  Jane Melvang, Ringkøping Håndbold (156)[9]
- 2023/2024:  Line Gyldenløve, Bjeriingebro FH (191)[10]

## Årets spelare
Årets spelare i dansk handboll utses av spelarföreningen genom omröstning, och tilldelas Wilbek-pokalen.
- 1997/1998: Merete Møller, Randers HK
- 1998/1999: Tonje Kjærgaard, Ikast fS
- 1999/2000: Tonje Kjærgaard, Ikast/Bording EH
- 2000/2001: Katrine Fruelund, Viborg HK
- 2001/2002: Heidi Astrup, Viborg HK
- 2002/2003: Olga Assink, GOG/Gudme
- 2003/2004: Camilla Andersen, Slagelse FH
- 2004/2005: Bojana Petrović, Slagelse FH
- 2005/2006: Bojana Popović, Slagelse FH
- 2006/2007: Tanja Milanović, Ikast Bording EH
- 2007/2008: Cecilie Leganger, Slagelse Dream Team
- 2008/2009: Bojana Popović, Viborg HK
- 2009/2010: Lærke Møller, FCM Håndbold/Aalborg DH
- 2010/2011: Camilla Dalby, Randers HK
- 2011/2012: Maria Fisker, Viborg HK
- 2012/2013: Stine Jørgensen, Aalborg DH
- 2013/2014: Nycke Groot, FC Midtjylland
- 2014/2015: Nycke Groot, FC Midtjylland
- 2015/2016: Nathalie Hagman, Team Tvis Holstebro
- 2016/2017: Stine Jørgensen, FC Midtjylland
- 2017/2018: Veronica Kristiansen, FC Midtjylland
- 2018/2019: Vilde Ingstad, Team Esbjerg
- 2019/2020: Sandra Toft, Team Esbjerg/Brest Bretagne
- 2020/2021: Sandra Toft, Brest Bretagne
- 2021/2022: Henny Reistad, Team Esbjerg[12]